# Die hundert Tage
Die hundert Tage ist ein Roman von Joseph Roth, der 1936 beim Allert de Lange Verlag in Amsterdam erschien.
Die letzten Tage Napoleons in Frankreich einschließlich der Schlacht bei Waterloo sind ein Desaster. Daneben wird die Lebensgeschichte der korsischen Wäscherin Angelina Pietri aus Ajaccio erzählt. Angelina bezahlt ihre glühende Verehrung des Kaisers der Franzosen mit dem Leben.

Roths Roman ist nicht zu verwechseln mit dem Drama Napoleon oder Die hundert Tage von Christian Dietrich Grabbe.

## Zeit und Ort
Der Roman spielt im Jahr 1815 und zwar von März bis Juli. Am 20. März 1815 kehrt Napoleon, mit blau-weiß-roter Fahne von Elba kommend, nach Paris zurück. Am 15. Juli 1815 muss der Kaiser nach St. Helena in die Verbannung. Von Waterloo aus erreicht Napoleon über Laon das Schloss Malmaison bei Paris. Der Weg des Gefangenen führt danach von Paris über Poitiers, Niort auf die Île d’Aix. Dort begibt Napoleon sich an Bord des britischen Schiffes Bellerophon.

## Erstes Buch. Die Heimkehr des großen Kaisers
Napoleon, der seine „Krone erobert und nicht geerbt“ hat, rüstet von Paris aus zum Krieg gegen seine Feinde, die Preußen und die Engländer. Dreihunderttausend neue Gewehre sollen hergestellt werden. Napoleon lässt die Kanonen donnern und nicht die Glocken läuten. Er hat keine Zeit und muss die alten, teilweise treulosen Gefolgsleute wieder einsetzen. Napoleon misstraut dem Jubel des Volkes. Als der Kaiser Truppen der Pariser Garnison inspiziert, spricht er kurz mit dem kleinen Tambour Antoine Pascal Pietri, einem Schuljungen, der im Heer des Kaisers dient. Pascals Mutter ist Angelina Pietri. Als seinen Vater nennt der Junge den Wachtmeister Sosthène Levadour.

## Zweites Buch. Das Leben der Angelina Pietri
Nach einem Sprung des Erzählers zurück in eine Zeit, in der Pascal noch nicht geboren worden war, wird seine Vorgeschichte zusammen mit der Lebensgeschichte seiner Mutter Angelina bis kurz vor Waterloo vorgetragen. Sie galt noch als ehrbares Fräulein, als sie nach des Tages Arbeit zum Kaiser gerufen wird. Vom zu hastig getrunkenen Wein wird Angelina schläfrig und am nächsten Morgen hat sie das Gefühl, dass der Kaiser sie verschmäht. Ob Napoleon oder der Wachtmeister Levadour Pascals leiblicher Vater ist, bleibt offen. Letzterer käme eher in Frage, weil Levadour den Beischlaf mit der Wäscherin wiederholt und mit Ausdauer vollzieht. Allerdings sieht Pascal lediglich seiner Mutter ähnlich. Und der Kaiser ist dafür bekannt, „mit flüchtiger und schamloser Hast zu lieben“. Als Pascal sieben Jahre alt ist, ergreift ihn eine heftige Leidenschaft für alles Militärische. Er wird Knaben-Tambour und somit Soldat der kaiserlichen Armee.
Der polnische Schuster Jan Wokurka aus Gora Lysa, ein freiwilliger Legionär Napoleons und nun ein Invalide mit Holzbein, liebt Angelina innig, tut alles für sie und will die Korsin mit nach Polen nehmen. Angelina verlässt den Schuster. Pascal zieht mit des Kaisers Soldaten in den Krieg. Angelina, ganz allein, liebt nun nur noch den Kaiser.

## Drittes Buch. Der Untergang
Napoleon verliert seinen Krieg bei Waterloo. Nach der Schlacht irrt er übers Schlachtfeld und entdeckt in der Dunkelheit Pascals Leiche. Der Kaiser lässt den kleinen Leichnam in Eile beerdigen und flieht mit den Resten des Heeres nach Paris. Es ist der 20. Juni 1815. Napoleon bringt Angelina die Nachricht vom Tod ihres einzigen Sohnes Pascal. Er will kein Kaiser mehr sein und vertraut dem Volk nicht, das ihn noch vereinzelt feiert. Er hatte nur seinem „Stern“ geglaubt. Sein politisches Leben ist nun zu Ende. Die Preußen sind in Bourget. Als Divisionskommandeur möchte der Kaiser die Feinde aufhalten, sieht aber die Unmöglichkeit des Vorhabens ein. Minister, Generale und das Volk fallen von ihm ab. Napoleon begibt sich in Gefangenschaft.

## Viertes Buch. Das Ende der kleinen Angelina
Es gibt im Volke aber immer noch Grüppchen, die Napoleon weiter treu sind. Unter denen befinden sich Angelina und der Schuster Wokurka. In Paris gerät das Häuflein unter eine gewaltige Volksmenge, die „Es lebe der König!“ skandiert. Angelina wird von der Meute umgebracht. Im Sterben versucht die Kaisertreue, am steinigen Seine-Ufer die Marseillaise zu singen, und meint, eine Marionette, dem Kaiser nachgebildet, dicht neben ihr liegen gelassen, sei der leibhafte Napoleon. Der aber ist auf dem Wege nach St. Helena. Wokurka humpelt zu der Toten und streichelt unablässig ihr Haar.

## Selbstzeugnisse
- Joseph Roth schreibt an René Schickele: „Das ist das erste und letzte Mal, daß ich etwas Historisches mache… Es ist unwürdig, festgelegte Ereignisse noch einmal formen zu wollen“.[1]
- Der Autor erklärte seiner Französisch-Übersetzerin Blanche Gidon das Schreibanliegen wie folgt: „ein Gott wird wieder zu einem Menschen“.[2]

## Rezeption
- Nach Walter A. Berendsohn ist der Text wegen fehlender Einheit misslungen.[3]
- Im Neuen Vorwärts wurde der Roman verrissen, Leopold Fabrizius äußerte sich hingegen anerkennend.[4]
- Nach Nürnberger sei Joseph Roth mit den historischen Fakten „in willkürlicher und unglaubwürdiger Weise umgegangen“.[1]
- Kliche lobt Joseph Roth. Der Autor hole gleichsam den großen Kaiser vom Sockel, indem er keine große Geschichte, sondern zwei kleine erzählt – die des „einsamen Mannes“ und die der Wäscherin des Kaisers. Seiner Interpretation nach musste Angelina sterben, weil sie starr an ihrem Napoleon-Glauben festhielt.[5]
- Steierwald bemerkt, „in seiner Napoleon-Ballade“ erzählt Joseph Roth die „kontinuierliche Wendung […] zum Tod“.[6]
- Laut Steigerwald sind „die Sterne […] eines der Leitmotive“ Joseph Roths.[7] Als einprägsamer Beleg kann der deprimierende Romanschluss von Tode Angelinas gelten, der durch ein solches rothsches Bild etwas Tröstliches bekommt: Die Seine trägt das Spiegelbild des Himmels mit sich fort.[8]
- Zwar spreche Roth über die Franzosen und ihren Kaiser, aber, so  vermutet Sternburg, der Autor habe beim Schreiben auch an die Deutschen und Adolf Hitler gedacht.[9]